# Нијепор Најтхок
Нијепор Најтхок (енгл. Nieuport Nighthawk) је једноседи британски ловачки авион који је производила фирма Nieuport & General Aircraft (основана током Првог светског рата да би по лиценци производила авионе француског Нијепора). Први лет авиона је извршен 1919. године.

Највећа брзина у хоризонталном лету је износила 243 km/h. Размах крила је био 8,54 метара, а дужина 5,64 метара. Маса празног авиона је износила 682 килограма, а нормална полетна маса 1008 kg. Био је наоружан са 2 синхронизована митраљеза Викерс калибра 7,7 милиметара.

## Наоружање
| Наоружање авиона: Нијепор      |     |
| Ватрено (стрељачко) наоружање  |     |
| Топ                            |     |
| Митраљез                       |     |
| Број и ознака митраљеза        | 2   |
| Калибар                        | 7,7 |
| Бомбардерско наоружање (бомбе) |     |
| Ракетно наоружање (ракете)     |     |